# Aconitum setiferum
Aconitum setiferum är en ranunkelväxtart som beskrevs av G. Grintescu. Aconitum setiferum ingår i släktet stormhattar, och familjen ranunkelväxter. Inga underarter finns listade i Catalogue of Life.